# Duilius suleiman
Duilius suleiman är en insektsart som först beskrevs av Dlabola 1961.  Duilius suleiman ingår i släktet Duilius och familjen kilstritar. Inga underarter finns listade i Catalogue of Life.